# Natunaornis gigoura
Natunaornis gigoura é uma espécie extinta de pombo terrestre endêmica de Viti Levu, a maior ilha da República de Fiji. Era um pouco menor que o dodô (Raphus cucullatus) e o solitário-de-rodrigues (Pezophaps solitaria). Vestígios dessa espécie foram encontrados em outubro de 1998, e a espécie foi descrita em 2001.